# Vitali Golod

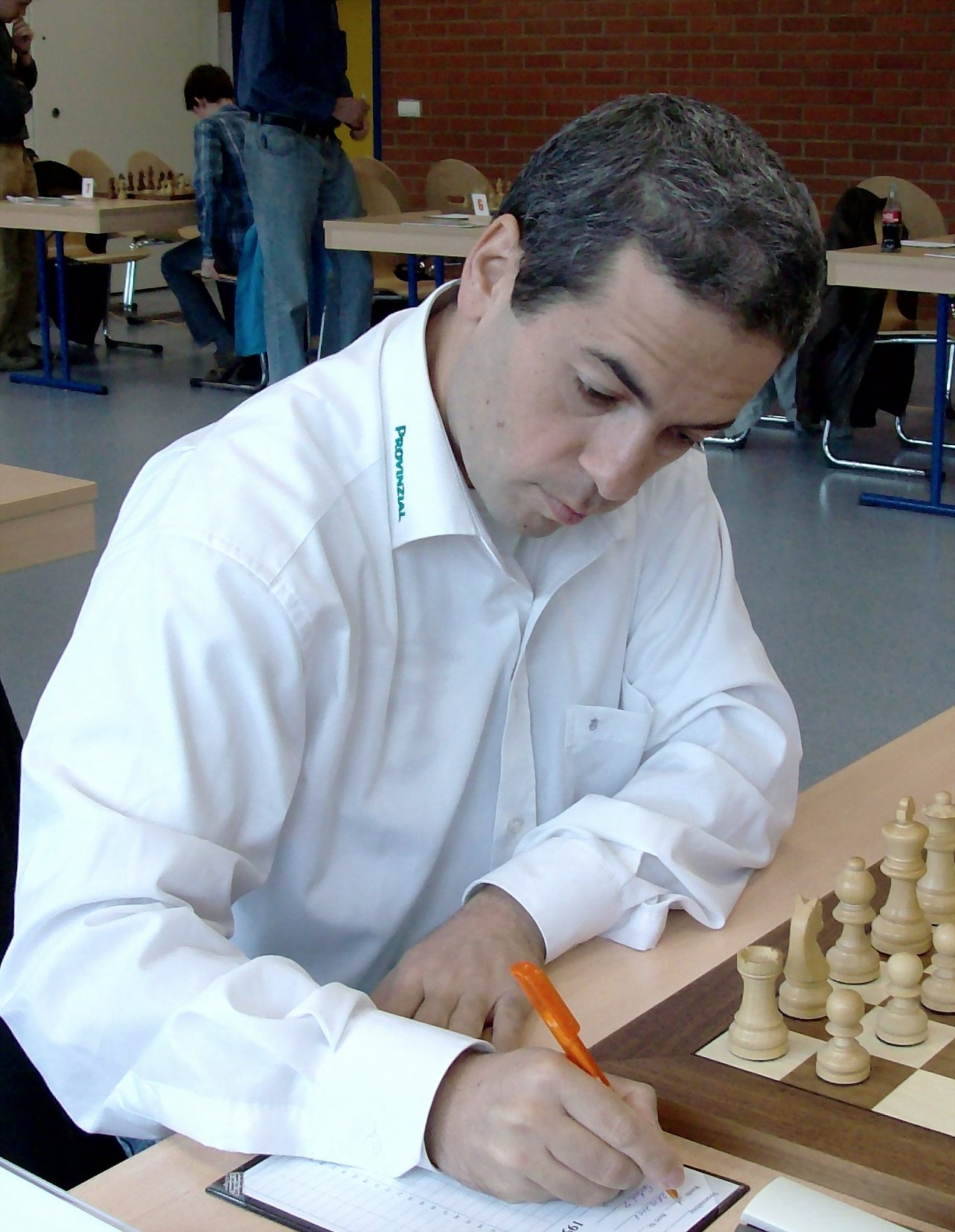
Vitali Golod (2008)

Vitali Golod  (Oekraïens: Віталій Голод, Vitalij Holod, Russisch: Виталий Голод,  Vitali Golod, Hebreeuws: ויטלי גולוד) (Lviv, 23 juni 1971) is een Oekraïens-Israëlische schaker. Hij is sinds 1996 een grootmeester (GM).  In 1991 was Vitali Golod kampioen van Oekraïne, in 2010 kampioen van Israël. 

## Emigratie
In februari 1995 emigreerde hij met zijn gezin vanuit Lviv (Oekraïne) naar Beër Sjeva (Israël).

## Resultaten
In 1991 won Golod in Simferopol het laatste kampioenschap van de Oekraïense Sovjetstaat, voordat Oekraïne onafhankelijk werd. In 1993 won hij in Oefa het open kampioenschap van de schaakvereniging Kadyr Oefa, het Donau Open in Bratislava en het Skoda Open in Mladá Boleslav. In 1994 werd hij gedeeld eerste op het toernooi in Satu Mare. 
In 1995, het jaar waarin hij naar Israël geëmigreerd was, won hij het Heraklion Open toernooi in Heraklion. In 1997 werd hij gedeeld eerste op het Open toernooi in Rischon LeZion, boven onder andere Ilya Smirin, Lev Psachis en Alexander Goldin.  
Bij het Israëlisch kampioenschap van 2004 in Ramat Aviv (in Tel Aviv) werd hij tweede met evenveel punten, 6.5 uit 9, als de winnaar Sergey Erenburg. In hetzelfde jaar won hij een categorie 9 invitatietoernooi in Santa Monica en eindigde gedeeld tweede bij de 8e Open Beierse Kampioenschappen in Bad Wiessee.
In augustus 2005 werd in Montreal het Empresa-toernooi gehouden dat door Victor Mikhalevski met 8 uit 11 gewonnen werd. Golod eindigde met 5.5 punt op de zevende plaats. 
In 2006 won Golod het Spring North American FIDE invitatietoernooi (GM-B sectie) in Schaumburg, Illinois (VS) en werd hij met 6.5 pt. uit 9 vierde bij het 15e Monarch Assurance-toernooi op het eiland Man. In 2007 eindigde Golod gedeeld 1e-6e met Mateusz Bartel, Zahar Efimenko, Yuri Yakovich, Michael Roiz en Mikhail Kobalia bij het toernooi op het eiland Man; via de tiebreak-score werd hij tweede.
In maart 2010 werd hij gedeeld 1e-4e met de grootmeesters Maxim Turov, Sergei Zhigalko en Rinat Jumabayev, op het Georgy Agzamov Memorial toernooi. In juli 2010 eindigde hij gedeeld 1e-7e met de grootmeesters Alexander Riazantsev, Nadezhda Kosintseva, Leonid Kritz, Sébastien Feller, Christian Bauer en Sébastien Mazé in het open toernooi van het 43e schaakfestival van Biel.
In november 2010 werd hij in Haifa met 7.5 pt. uit 9 kampioen van Israël. Hij had 1 punt voorsprong op de nummer 2, Victor Mikhalevski. 
Golod was coach van het Israëlische vrouwenteam bij het Europees schaakkampioenschap voor landenteams 2009 in Novi Sad, en bij de Schaakolympiade 2010 in Chanty-Mansijsk en de Schaakolympiade 2012 in Istanboel.

## Titels
Golod werd in 1993 Internationaal Meester en in 1996 grootmeester. De normen voor de titel 'grootmeester' behaalde hij bij de volgende toernooien: het 5e Forlì-Open in 1992, het kampioenschap van Roemenië voor verenigingen in 1994 in Băile Herculane en zijn eerste plaats op het Heraklion Open in 1995.
 
Sinds 2012 heeft hij ook de titel FIDE Senior Trainer.